# Balthasar Andreas Spitzner
Balthasar Andreas Spitzner (* 23. Mai 1679 in Blankenhain bei Crimmitschau; † 20. Juli 1755 in Oberalbertsdorf bei Zwickau) war ein deutscher evangelisch-lutherischer Theologe. Als langjähriger Pfarrer gab er dem Kirchengebäude von Oberalbertsdorf 1716/40 ein neues Erscheinungsbild.

## Leben und Beruf
Balthasar Spitzner war das erste Kind aus der Ehe des Blankenhainer Pfarrers und Magisters Johann Adam Spitzner (1650–1723) mit seiner aus Zwickau stammenden ersten Frau Maria Elisabeth geb. Conradi (1655–1709). Nach dem Besuch des Gymnasiums in Altenburg ab 1694, dem Studium der Theologie ab 1701 an den Universitäten Leipzig und Wittenberg sowie der Magisterprüfung im April 1705 in Wittenberg unterrichtete Balthasar Andreas zunächst seine jüngeren Geschwister in Blankenhain und war seinem Vater „im predigen beyräthig“. 1706 wurde er zunächst Substitut an St. Nikolai in Oberalbertsdorf mit der Filialkirche in Niederalbertsdorf und wirkte sodann auf Grund der Vokation vom 7. Juli 1706 als Nachfolger des verstorbenen Pfarrers Christian Threpte. Im Unterschied zu seinem jüngeren Bruder Georg Friedrich Spitzner folgte er mit der Hinwendung zum geistlichen Stand einer Ende des 16. Jahrhunderts begründeten Familientradition.
Spitzners Amtszeit wird maßgeblich durch „eine Hauptveränderung“ des inneren und äußeren Erscheinungsbildes der heute als „architekturlos“ geltenden Oberalbertsdorfer Pfarrkirche geprägt. Zunächst veranlasste er 1716 den Einbau einer neuen Kanzel und eines neuen Beichtstuhls sowie die Aufstellung neuer Stühle für Männer und Frauen, ferner die Erneuerung des Pults und der Bekleidung des Altars, die Pflasterung und Weißung der Kirche sowie die Reparatur des Giebels. Im Jahr 1728 folgten der Abriss des bisherigen Glockenhauses und der Neubau eines Glockenturms, der mittig auf das jetzt nicht mehr mit Schindeln, sondern mit Ziegeln eingedeckte Kirchendach gesetzt wurde. 1740 schließlich ließ Spitzner, der nur einen Teil seiner umfassenden Renovierungspläne realisieren konnte, die Decke herstellen, den Fußboden weitgehend mit Ziegeln pflastern und die Kirchenfenster erneuern.
Die „zahlreichen Nachrichten“ über die Pfarrerfamilie Spitzner in Karl Gottlob Dietmanns Darstellung der kursächsischen Priesterschaft werden dem genealogisch interessierten Balthasar Andreas Spitzner zugeschrieben. An einer „Schwäche des Gesichtes“ leidend, erhielt er 1750 seinen Sohn Johann Andreas Spitzner (1726–1791) zum Substituten. Nach dem Tode des Vaters wurde er Pfarrer in Oberalbertsdorf.

## Familie
Balthasar Spitzner war zwei Mal verheiratet. Aus seinen 1708 und 1730 geschlossenen Ehen mit den Pfarrerstöchtern Christiane Sophie Börner (1691–1729) und Johanna Sophia Heiffel (1703–1754), die aus Ruppertsgrün stammte, gingen in Oberalbertsdorf zwischen 1709 und 1742 insgesamt 19 Kinder hervor, darunter der später als „Bienenpfarrer“ in Trebitz wirkende Johann Ernst Spitzner.